# 洛尔希 (黑森州)
洛尔希（德語：Lorch，發音：[lɔʁç] ⓘ）是德国黑森州达姆施塔特行政区莱茵高-陶努斯县的城市，面积54.43平方千米，2023年12月31日人口为4,019人。